# Salet
Pour les articles homonymes, voir Salet (homonymie).
Salet est un village de Belgique et une partie de la section de Warnant de la commune belge d'Anhée située en Région wallonne dans la province de Namur.
Ses habitants sont appelés les Salétois(e)s.
Code postal : 5537